# Anisopodidae
Anisopodidae là một họ ruồi nhỏ phân bố toàn cầu, bao gồm 154 loài đang sống được xếp vào 15 chi, và một số loài tuyệt chủng. Chúng có kích thước từ nhỏ đến trung bình trừ các loài thuộc chi Olbiogaster và Lobogaster. Việc phân loại chúng còn nhiều tranh cãi. Chúng đã từng được xếp vào nhóm côn trùng hai cánh bậc cao hơn như Brachycera (Oosterbroek và Courtney, 1995). Một vài tác giả (Amorim and Grimaldi 2006) xem nhóm này thuộc 4 họ đã tuyệt chủng - Anisopodidae, Mycetobiidae, Olbiogastridae, và Valeseguyidae.

## Hình ảnh

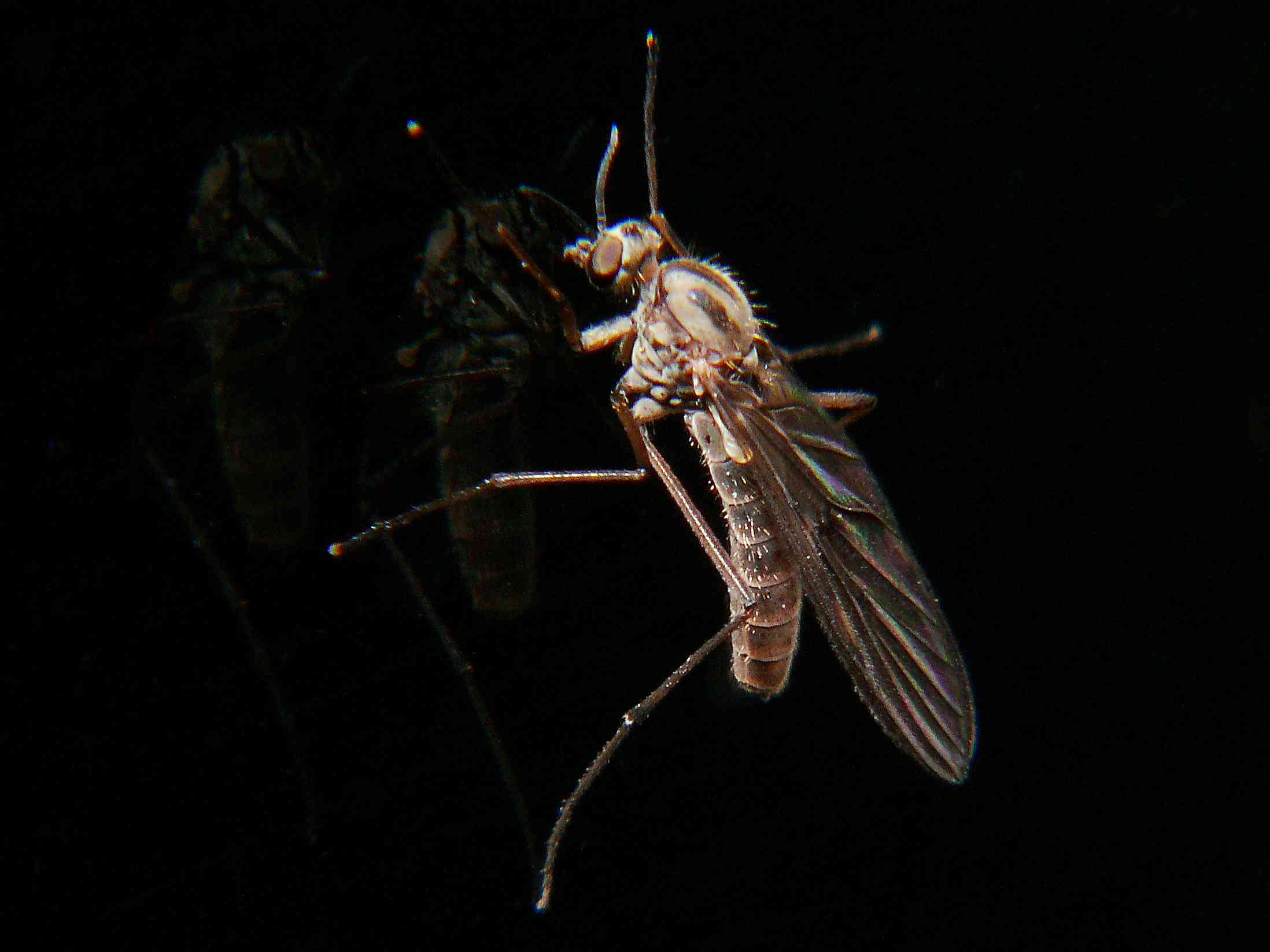
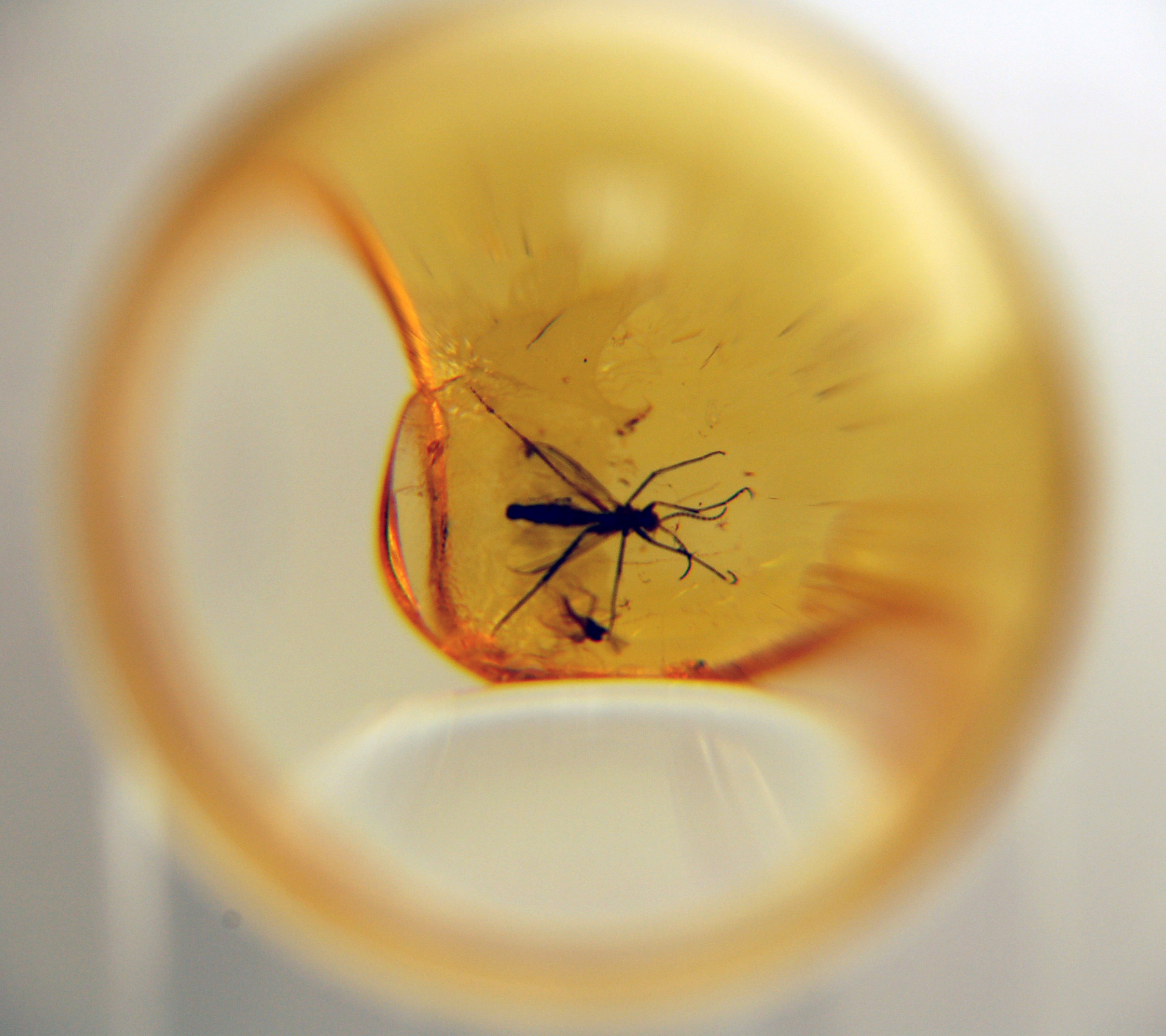